# Acrobasis caliginella
Acrobasis caliginella is een vlinder van de familie van de snuitmotten (Pyralidae). De wetenschappelijke naam van deze soort is voor het eerst voorgesteld als Nephopteryx caliginella door George Duryea Hulst in een publicatie uit 1887.
De soort komt voor in het westen van de Verenigde Staten.